# Villar de Sapos (Allande)
Villar de Sapos (en eonaviego, Viḷḷar de Sapos) es una aldea y una parroquia del concejo asturiano de Allande, en España.
En los 2,42 km² de extensión de la parroquia habitan 24 personas (INE 2011) repartidas entre las 3 poblaciones que la forman.
La aldea de Villar de Sapos se sitúa a 560 metros de altitud, en la margen izquierda del río Arganza, en la ladera sur de la sierra La Pila. Se encuentra a 18 km de Pola de Allande y tiene una población de 7 habitantes (INE 2011). Su pequeña iglesia parroquial, dedicada a Santiago, tiene en su interior un retablo barroco con una imagen de un Santiago Matamoros y otra de Cristo crucificado.

## Poblaciones
Según el nomenclátor de 2023, la parroquia comprende las poblaciones de:
- Almoño (Almoñu, casería)
- Selce (aldea)
- Villar de Sapos (Viḷḷar de Sapos, aldea)